# Station Gojo (Kyoto)
Station Gojō (五条駅, Gojō-eki) is een metrostation in de wijk Shimogyō-ku in de Japanse stad Kyoto. Het wordt aangedaan door de Karasuma-lijn. Het station heeft twee sporen, gelegen aan een enkel eilandperron.

## Treindienst

### Metro van Kioto
Het station heeft het nummer K10.
| 1 | ■ Karasuma-lijn | richting Kioto en Takeda                         |
| 2 | ■ Karasuma-lijn | richting Karasuma Oike, Kitaōji en Kokusaikaikan |

## Geschiedenis
Het station werd in 1981 geopend.

## Overig openbaar vervoer
Bussen 5, 17, 26, 43, 45, 51, 65, 71, 72, 73, 75, 80, 81, 83, 93 en 101.

## Stationsomgeving
- Bibliotheek van Shimogyō-ku
- Hoofdkantoor van Aiful
- Hoofdkantoor van Sun Chlorella
- Hoofdkantoor van GemCerey
- Hoofdkantoor van Kyoshin
- Hoofdkantoor van de Kanji Kentei
- Belastingkantoor van Shimogyō-ku
- Higashi Hongan-tempel
- McDonald's
- Lawson
- 7-Eleven

Kokusaikaikan · Matsugasaki · Kitayama · Kitaōji · Kuramaguchi · Imadegawa · Marutamachi · Karasuma Oike · Shijō · Gojō · Kyoto · Kujō · Jūjō · Kuinabashi · Takeda (>> doorgaande lijnen via de Kintetsu Kyoto-lijn)